# Legong (dansa)
Legong és una forma de dansa balinesa. És una forma de ball refinada, caracteritzada per moviments complexos dels dits, complicat treball de peus i gestos expressius i expressions facials.

## Orígens
La dansa legong probablement es va originar al segle xix com a entreteniment a la cort. Diu la llegenda que un príncep de Sukawati va emmalaltir i va tenir un somni viu en el qual dues donzelles ballaven amb la música gamelan. Quan es va recuperar, va fer aquestes danses esdevinguessin reals. Altres creuen que el legong es va originar amb el sanghyang dedari, una cerimònia que implicava la possessió voluntària de dues nenes per esperits benèvols. Legong també es balla en festivals públics. S'interpreten fragments de drames de dansa legong per als turistes.

## Ballarins
Tradicionalment, els ballarins legong eren noies que encara no havien arribat a la pubertat. Comencen una formació rigorosa a partir dels cinc anys. Aquestes ballarines tenen una alta consideració dins la societat i generalment es converteixen en esposes de personatges reals o comerciants rics. Després de contraure matrimoni deixaven de ballar. No obstant això, els ballarins actuals a Indonèsia poden tenir totes les edats; també es coneixen actuacions d'homes amb vestits de dones.

## Història
El legong clàssic promulga diverses històries tradicionals. La més comuna és la del conte del rei de Lasem del Malat, una col·lecció de romanços heroics. Està en guerra amb un altre rei, el pare (o germà) de la princesa Ranjasari. Lasem vol casar-se amb la noia, però ella ho detesta i intenta fugir. Perduda al bosc, la captura Lasem, que l'empresona i prepara un assalt final contra la seva família. És atacat per un monstre corb que prediu la seva mort.

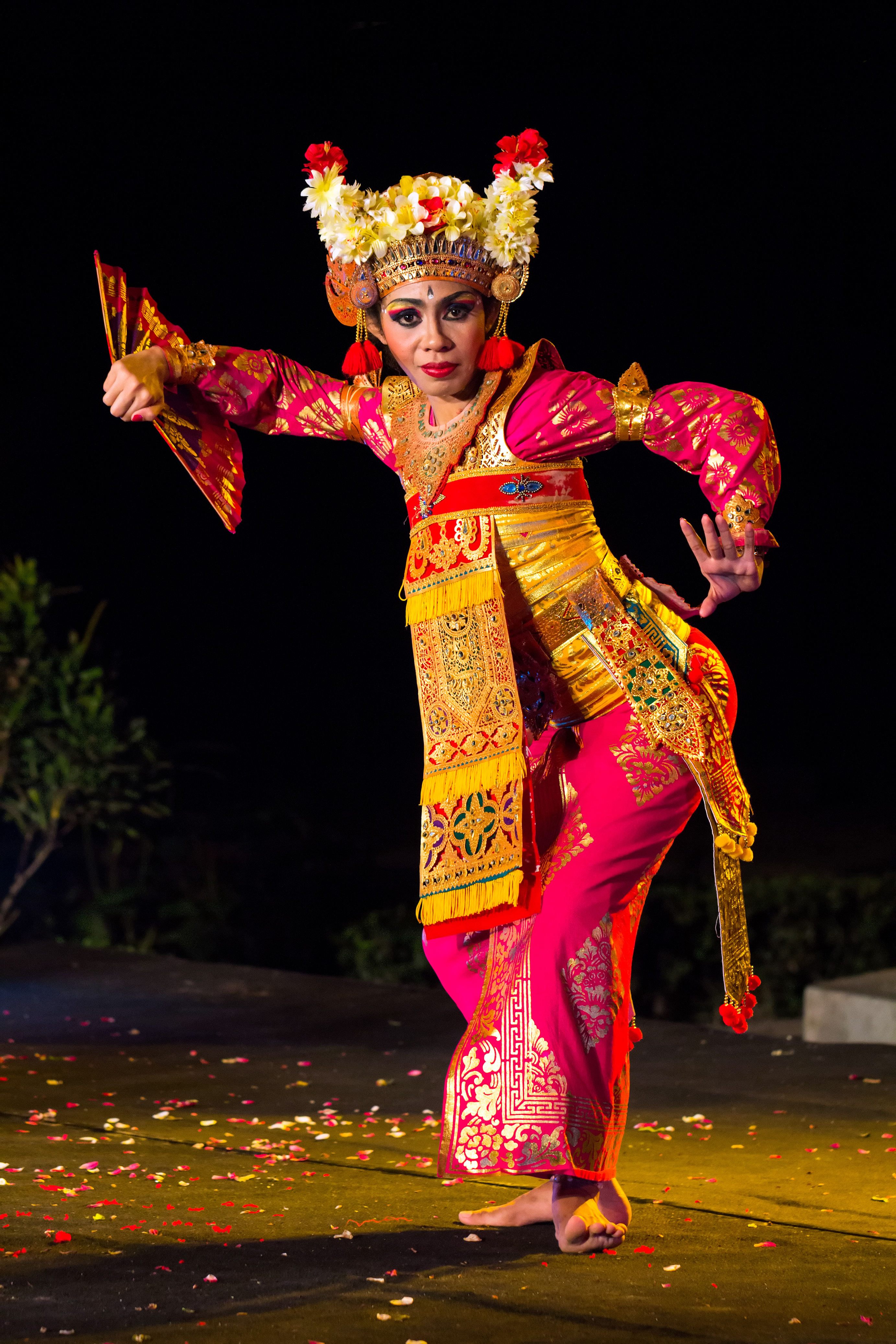
Un artista adult de Legong Bapang Saba.

La dramatúrgia s'ha realitzat en una pantomima elaborada i estilitzada. Les dues joves actrius estan acompanyades per un tercer ballarí anomenat condong o assistent. Es posa en escena, presenta als ballarins amb el seu públic i després interpreta el paper del corb.

## Tipus
Tradicionalment, es coneixien quinze tipus de dansa legong. La durada, el moviment i la narrativa de cada tipus són diverses. Alguns, per exemple, podrien durar una hora. Aquests tipus inclouen:
- Legong Bapang Saba
- Legong Jebog
- Legong Kraton
- Legong Kuntir
- Legong Lasem
- Legong Raja Cina
- Legong Semarandana
- Legong Sudasarna

## En la cultura popular
Legong és esmentat a "He Been To Bali Too", el single de la banda australiana de folk-rock Redgum del seu àlbum de 1984 Frontline.